# Daphne Bozaski
Daphne Bozaski (14 de agosto de 1992) es una actriz y bailarina brasileña, conocida en Latinoamérica principalmente por su papel de Lali en la serie infantil Que monstro te mordeu?.
Comenzó su formación en el ballet clásico, para luego continuar con la danza contemporánea en la Universidad Federal de Paraná. Su carrera teatral inició en el año 2004 en la ciudad de Curitiba

## Obra

### Filmografía
| Año  | Título           | Personaje          | Nota(s)      |
| ---- | ---------------- | ------------------ | ------------ |
| 2012 | O Sonho de Nina  | Erica              | Cortometraje |
| 2016 | Cinelab          |                    | Documental   |
| 2017 | Gosto se Discute | Aprendiz de Cocina | Largometraje |

### Televisión
| Año  | Título                                             | Personaje                      | Nota(s)      |
| ---- | -------------------------------------------------- | ------------------------------ | ------------ |
| 2014 | Que Monstro te Mordeu?                             | Lali Monstra                   |              |
| 2014 | Experimentos Extraordinários                       | Camila                         |              |
| 2016 | Lili, a Ex                                         | Bruninha                       | Temporada 2  |
| 2017 | Manual para se Defender de Aliens, Ninjas e Zumbis | Tina                           |              |
| 2017 | Malhação: Viva a Diferença                         | Benedita Teixeira Ramos (Benê) | Temporada 25 |

### Teatro
| Año        | Título                                  |
| ---------- | --------------------------------------- |
| 2015- 2016 | Em Abrigo                               |
| 2015       | Os Recicláveis, Musical                 |
| 2012-2013  | Toda nudez será Castigada               |
| 2012       | Mulheres Pobres                         |
| 2011-2014  | Depois Daquela Viagem                   |
| 2011       | Freak show                              |
| 2010-2011  | Alice no País das Maravilhas            |
| 2009       | Romeu e Julieta (como Julieta Capuleto) |
| 2007-2008  | O Menino Maluquinho                     |
| 2004       | O Grande Rei Leão (Musical)             |

## Premios e indicaciones
| Año  | Premio                      | Categoría               | Trabajo indicado           | Resultado | Ref   |
| ---- | --------------------------- | ----------------------- | -------------------------- | --------- | ----- |
| 2017 | Prêmio F5                   | Mejor Actriz            | Malhação: Viva a Diferença | indicado  | [ 5 ] |
| 2017 | Prêmio Contigo! Online 2017 | Mejor Actriz Revelación | Malhação: Viva a Diferença | pendiente | [ 6 ] |